# شهرستان رنویل (مینه‌سوتا)
شهرستان رنویل، مینه‌سوتا (به انگلیسی: Renville County, Minnesota) شهرستانی در ایالات متحده آمریکا است که در مینه‌سوتا واقع شده‌است.

## خصوصیات
شهرستان رنویل ۲٬۵۵۷ کیلومترمربع مساحت دارد.